# Álvaro de Mezquita
Álvaro de Mesquita (també anomenat Álvaro de Mesquita) era un navegant portuguès parent d'Hernando de Magallanes.
Va participar com a supernumerari en la primera expedició de circumnavegació del globus, on va assumir la capitania del vaixell San Antonio, fins que va ser deposat pel motí de l'any 1520 liderat per Esteban Gómez, que va fer retornar la nau a Espanya. En el trajecte de retorn, el San Antonio hauria albirat les illes Malvines, que van ser batejades com a illes de San Antón en honor del vaixell. Aquesta hipòtesi s'ha vist recolzada per l'abundant cartografia europea del segle XVI que assenyala a les illes amb les grafies progressivament deformades de San Antón, S. Antón, S.Antón, Santón, Sansón i Sant són, i per les recerques del destacat historiador uruguaià Rolando Laguarda Trías, qui va trobar documentació a la Biblioteca Nacional de París que narra els fets amb testimonis directes del albirament.